# Michael J. Smith
Michael John Smith, född 30 april 1945 i Beaufort, North Carolina, död den 28 januari 1986 i Challengerolyckan, var en amerikansk astronaut uttagen i astronautgrupp 9 den 19 maj 1980.

## Eftermäle
Nedslagskratern Smith på månen, är uppkallad efter honom.
Asteroiden 3351 Smith är uppkallad efter honom.
2004 tilldelades han Congressional Space Medal of Honor.

## Rymdfärder
- STS-51-L